# لاديسلاف بيسكو
لاديسلاف بيسكو (27 يونيو 1968 بكراسنو ناد كيسوتسو في سلوفاكيا - ) هو مدرب كرة قدم ولاعب كرة قدم سلوفاكي في مركز الوسط. شارك مع منتخب تشيكوسلوفاكيا لكرة القدم ومنتخب سلوفاكيا لكرة القدم. أما مع النوادي، فقد لعب مع نادي سلوفان براتيسلافا و1. FK Drnovice ‏ ونادي روجومبيروك.

## مسيرته الكروية
لعب لاديسلاف بيسكو خلال مسيرته الاحترافية مع نادِ واحدٍ في ستة عشر موسمًا وسجل خلالها 30 هدف ضمن 431 مباراة. حيث فاز في ثلاثة مواسم بالكأس وفي خمسة مواسم بالدوري.
خاض لاديسلاف بيسكو مسيرته مع نادي سلوفان براتيسلافا في موسم 1988–89 ليلعب معه ستة عشر موسمًا، مشاركًا في 431 مباراة سجل خلالها 30 هدف.

## روابط خارجية
- لاديسلاف بيسكو على موقع الاتحاد التشيكي (الإنجليزية)
- لاديسلاف بيسكو على موقع قاعدة بيانات كرة القدم.إي يو (الإنجليزية)
- لاديسلاف بيسكو على موقع ناشيونال فوتبول تيمز (الإنجليزية)